# Batalha de Taiz (2011)
Batalha de Taiz de 2011 eclodiu durante a Revolução Iemenita de 2011, entre forças leais ao líder iemenita Ali Abdullah Saleh e manifestantes da oposição, apoiados por membros de tribos armadas e soldados desertores na cidade de Taiz.

## A batalha
Os manifestantes da oposição ocupavam a praça principal da cidade desde o início do levante contra o governo do presidente Saleh. Os protestos foram em grande parte pacíficos. No entanto, isso mudou em 29 de maio, quando os militares começaram uma operação para esmagar os protestos e remover os manifestantes de seus acampamentos na praça. Segundo informações, as tropas dispararam munição real e de canhões de água contra os manifestantes, queimaram suas tendas e escavadeiras atropelaram alguns deles. A oposição descreveu o evento como um massacre. 
Os confrontos nas ruas continuaram e, em 31 de maio, o número de mortes entre os manifestantes atingiu entre 28  e 64 mortos.  Em 31 de maio, cerca de 100 mulheres manifestantes se reuniram em uma praça central, desafiando as forças de segurança próximas a usar a força, o que representaria uma violação das normas sociais. Porém as mulheres foram logo dispersadas por policiais do sexo feminino e por outras mulheres que apoiavam o presidente.
Em 2 de junho, manifestantes armados apareceram nas ruas pela primeira vez e dois deles foram mortos, juntamente com três soldados, em uma troca de tiros. 
No dia seguinte, quatro soldados foram mortos por uma granada lançada por foguete disparada por manifestantes. Outros 26 foram feridos nos confrontos, nos quais mais dois manifestantes foram mortos e 30 feridos. 
Em 5 de junho, membros armados da oposição tentaram invadir o palácio presidencial. Os combates que se seguiram deixaram quatro soldados e um atirador mortos. 
Em 7 de junho, cerca de 400 homens armados da oposição expulsaram as forças de segurança de Ta'izz e assumiram o controle da cidade. Depois disso, os militares estavam tentando se reagrupar fora da cidade para um contra-ataque. Durante os confrontos, um tanque disparou contra um prédio residencial perto do palácio presidencial, matando quatro pessoas, incluindo três crianças. 